# Lynne Frederick
Lynne Maria Frederick, née le 25 juillet 1954 à Hillingdon, Middlesex en Angleterre et morte le 27 avril 1994 à Los Angeles, Californie aux États-Unis, est une actrice britannique.

## Biographie
Élevée en Angleterre, dans le Middlesex, elle commence sa carrière d'actrice dans des films de science-fiction. Elle épouse Peter Sellers en 1977. Elle s'essaie avec son mari dans la production avec Le Complot diabolique du docteur Fu Manchu (The Fiendish Plot of Dr. Fu Manchu) en 1980, qui est un échec commercial.
Elle meurt des suites de l'alcoolisme.[réf. nécessaire]

## Vie privée
Elle est la veuve de Peter Sellers dont elle fut la quatrième et dernière épouse de leur mariage le 18 février 1977 à la mort de l'acteur le 24 juillet 1980.
Elle a ensuite épousé David Frost le 25 janvier 1981 et en a divorcé le 18 juin 1982.
Elle a enfin épousé Barry Unger le 25 décembre 1982. Le couple a eu un enfant et a divorcé en 1991.

## Filmographie

### Cinéma
- 1970 : Terre brûlée (No Blade of Grass) : Mary Custance
- 1971 : Nicolas et Alexandra (Nicholas and Alexandra) : Tatiana
- 1972 : Les Six femmes d'Henry VIII (Henry VIII and His Six Wives) : Catherine Howard
- 1972 : Le Cirque des vampires (Vampire Circus) : Dora Mueller
- 1972 : The Amazing Mr. Blunden : Lucy Allen
- 1974 : Bill Cormack le fédéré : Elizabeth (autre titre : Royal Mounted Police)
- 1974 : Phase IV : Kendra Eldridge
- 1975 : El Vicio y la virtud : Rosa
- 1975 : Au-delà de l'amour : Ana (autre titre : A Long Return)
- 1975 : Les Quatre de l'apocalypse (I Quattro dell'apocalisse) : Emanuelle 'Bunny' O'Neill
- 1976 : Schizo : Samantha Gray (autre titre : Amok)
- 1976 : Le Voyage des damnés (Voyage of the Damned) : Anna Rosen
- 1979 : Le Prisonnier de Zenda (The Prisoner of Zenda) : princesse Flavia

### Télévision

#### Téléfilms
- 1973 : Keep an Eye on Denise : Denise
- 1973 : A Tragedy of Two Ambitions : Rosa Harlborough
- 1974 : Le Fantôme de Canterville : Virginia Otis
- 1977 : Hazlitt in Love : Sarah Walker

#### Séries télévisées
- 1971 : Comedy Playhouse (en) : Jenny Love (1 épisode, Juste Harry and Me)
- 1971 : Fathers and Sons : Dunyasha (1 épisode)
- 1972 : Opportunity Knocks (en) : Jamais toujours (1 épisode, The Script Writers Chart Show)
- 1972 : Softly Softly: Task Force : Judith Oram (1 épisode, Anywhere in the Wide World)
- 1972 : No Exit : une fille (1 épisode, A Man's Fair Share of Days)
- 1973 : Away from It All : Vinca (1 épisode, The Ripening Seed)
- 1973 : Follyfoot : Tina (2 épisodes)
- 1974 : Masquerade : Natalie Fieldman (1 épisode, Mützen ab!)
- 1974 : The Pallisers : Isabel Boncassen (4 épisodes)
- 1976 : Play for Today : Niki (1 épisode, The Other Woman)
- 1976 : Cosmos 1999 (Space: 1999) : Shermeen Williams (épisode Une question d’équilibre)

### Comme productrice
- 1980 : Le Complot diabolique du docteur Fu Manchu (The Fiendish Plot of Dr Fu Manchu)

## Récompenses
- Primée aux Evening Standard British Film Awards de 1973 comme jeune talent féminin prometteur (Most Promising Newcomer - Actress), pour son rôle de Catherine Howard dans Les Six femmes d'Henry VIII.